# Germania Ovest ai XII Giochi olimpici invernali
La Germania Ovest partecipò ai XII Giochi olimpici invernali, svoltisi a Innsbruck, Austria, dal 4 al 15 febbraio 1976, con una delegazione di 71 atleti impegnati in dieci discipline.